# 小坂雄長
小坂 雄長（おさか おなが、天正4年（1576年） - 寛永13年8月29日（1636年9月28日））は、安土桃山時代から江戸時代初期の武将、旗本。柏井城主の小坂雄吉の子。通称は助六郎、孫九郎。兄に小坂助六郎雄善（『武功夜話』のみ）、姉に於奈（山口重政室）、弟に小坂一長（肥後藩士）、山口吉長（旗本小坂家の祖）。子に小坂雄忠、小坂雄綱。

## 概要
織田信雄に仕え、その諱を戴き雄の字を名乗ることとなる。その後、信雄の命により豊臣秀吉に仕え、文禄の役の際には肥前国名護屋城に赴く（その際、父・雄吉は同所で死去している）。秀吉の没後は豊臣秀頼に仕えたが、慶長5年（1600年）の関ヶ原の戦いでは福島正則の配下として東軍に属した。
戦後は松平忠吉に仕えたが忠吉が若くして没し、その後は福島正則の下に身を寄せたり、各地を流浪したりしていたが、姉の夫である山口重政が雄長のことを酒井忠世に上申し、寛永10年（1633年）に1000石の旗本として取り立てられた。
寛永13年（1636年）、上野国草津において61歳で死去。法名は宗最。